# Die Geliebte Roswolskys
Die Geliebte Roswolskys ist ein deutsches Stummfilmdrama mit Asta Nielsen und Paul Wegener in den Hauptrollen. Der 1921 erschienene Film basiert auf einer Romanvorlage von Georg Fröschel.

## Handlung
Mary Verhag ist eine nicht mehr ganz junge Chorsängerin am Grand Revue Theater, der die Männerherzen zufliegen. Viele Kerle wollen etwas von ihr, doch selbst der Theaterdirektor und der Kapellmeister fangen sich Abfuhren ein. Mary will vor allem Karriere machen und auch gern mehr Geld besitzen, aber nicht auf diese Art. Mit den auf ihre Beliebtheit eifersüchtigen Kolleginnen steht sie sowieso auf Kriegsfuß, und so kommt es eines Tages, dass der Theaterdirektor Mary zu entlassen beabsichtigt. Ihr finanzielles Elend, das sie so sehr an das Schicksal ihrer jüngeren Schwester Martha, einer schlecht bezahlten Lehrerin erinnert, erscheint Mary derart groß, dass sie beabsichtigt, sich das Leben zu nehmen. Sie steht am Ufer eines Flusses und grübelt, ob sie hineinspringen soll.
In diesem Moment hält ein eleganter, großer Wagen hinter ihr. Ein Mann lädt sie ein, bei sich im Fond Platz zu nehmen. Der Mann heißt Eugen Roswolsky und ist ein äußerst betuchter Großindustrieller. Roswolsky fährt in einen Park, in dem sein schlossähnliches Domizil steht. Mary kommt aus dem Staunen nicht heraus und nimmt das Angebot, bei dem Millionär einzuziehen, an. Ab sofort gilt sie in gesellschaftlichen Kreisen als die Geliebte Roswolskys und erhält auf einmal unbegrenzten Kredit bei allen und jedem. Mary nutzt diese Situation weidlich aus. Selbst der Theaterdirektor ihrer alten Spielstätte will sie plötzlich zurück, bietet Mary sogar eine Hauptrolle an. Doch lange hält Mary es jedoch nicht bei ihrem Wohltäter aus. Sie verliebt sich in den Forschungsreisenden Baron Albich. Doch der hält sich vornehm zurück, glaubt er doch ebenfalls, dass Mary Roswolskys Geliebte ist.
Der bullige Millionär mit dem großen Herzen hat sich inzwischen tatsächlich in Mary verliebt. Er sieht den Baron als lästigen Konkurrenten, den er liebend gern los wäre. Eugen Roswolsky geht daher aufs Ganze und macht Mary, die wegen ihrer hohen Verschuldung vor kurzem noch kurz vor der Verhaftung stand, einen Heiratsantrag. Sie sagt ja, aber nur aufgrund der Tatsache, dass sie der Schuldenberg zu erdrücken droht. Doch Roswolsky muss erkennen, dass Mary eigentlich nur Augen für Baron Albich hat, und so lässt er sie ziehen. Roswolsky begleicht ihre Schulden und rettet sie damit vor den Strafverfolgungsbehörden. Dem jungen Glück gibt der Altruist obendrein seinen Segen.

## Produktionsnotizen
Die Geliebte Roswolskys entstand im Frühling 1921 im Ufa-Messter-Atelier in Berlin-Tempelhof und passierte die deutsche Filmzensur am 29. Juni 1921. Die Uraufführung des Fünfakters war am 2. September 1921 im Ufa-Palast am Zoo. Der Film war 1620 Meter lang.
Robert Neppach entwarf die Filmbauten, die von Jack Winter umgesetzt wurden. Ludwig Kainer trat als künstlerischer Berater in Erscheinung.
Die Geliebte Roswolskys bedeutete für Asta Nielsen ein Wiedersehen mit dem Dauerpartner ihrer großen Filmerfolge 1913/14, Max Landa, der hier allerdings nur noch eine tragende Nebenrolle spielt. 
Nielsen erhielt für ihre Rolle eine Gage von 150.000 Mark.
1929 erschien eine Neuverfilmung von Erich Waschneck unter dem Titel Skandal in Baden-Baden, diesmal mit Brigitte Helm in der Hauptrolle.

## Kritik
In Paimann’s Filmlisten ist zu lesen: „Stoff, Spiel, Szenerie und Photos ausgezeichnet. Ein Exclusiv-Bild.“